# Bruno Famin
Bruno Famin, né en janvier 1962 à Belfort,, est un ingénieur automobile français étant actuellement directeur d'Alpine Motorsports.
Directeur technique de Peugeot Sport, il en prend la tête en 2012. En 2019, il devient directeur des opérations de la FIA. De juillet 2023 à juillet 2024, il est le Team Principal d'Alpine F1 Team.

## Biographie
Il obtient son diplôme d'ingénieur à l'école nationale supérieure d'arts et métiers. En 1986, il commence sa carrière professionnelle dans la logistique et le transport en Afrique de l'Ouest,. Après avoir continué ses études à l'école nationale supérieure du pétrole et des moteurs, il entre chez Peugeot Talbot Sport en 1989, où il intègre le bureau d'étude du département compétition client en tant qu'ingénieur développement. En 1994, il quitte la compétition tout en restant au sein du groupe PSA, et devient chef de projet, où il part pour l'Argentine avant de revenir en France. En 2005, il devient directeur technique de Peugeot Sport. En 2012, Il est nommé directeur de Peugeot Sport, succédant à Olivier Quesnel.
En 2019, il quitte Peugeot Sport pour rejoindre la Fédération internationale de l'automobile où il devient directeur des opérations de la branche sport.
Bruno Famin devient, en février 2022, directeur général chargé du développement moteur d'Alpine F1 Team. En juillet 2023, Bruno Famin est promu au poste de directeur d'Alpine Motorsports et membre du comité de direction d'Alpine, sa mission est de coordonner l'ensemble des projets sportifs d'Alpine (Formule 1, WEC, Dakar). Il assure l'intérim comme team principal d'Alpine F1 Team après le licenciement d'Otmar Szafnauer fin juillet 2023, avant d'être confirmé à son poste pour la saison 2024,. Durant l'été 2024, Alpine annonce que Oliver Oakes remplace Bruno Famin comme team principal de l'écurie. L’écurie précise que Bruno Famin sera désormais « en charge des autres activités automobiles du Groupe Renault à Viry-Châtillon ».